# نظریه دامنه
نظریه دامنه شاخه‌ای از ریاضیات محض است که به بررسی انواع خاصی از مجموعه‌های جزئاً مرتب که به دامنه معروفند می‌پردازد. در نتیجه، می‌توان به نظریه دامنه به عنوان شاخه‌ای از نظریه ترتیب نگاه کرد. امروزه نظریه دامنه، کاربردهای مهمی در علوم کامپیوتر دارد. که در آن، برای تعیین دامنه‌های معنایی، مخصوصاً برای زبان‌های برنامه‌نویسی تابعی، مورد استفاده قرار می‌گیرد. نظریه دامنه، به‌طور خیلی کلی، ایده‌های شهودی تقریب و همگرایی را مدل‌بندی می‌کند و رابطه نزدیکی با توپولوژی دارد.
انگیزه اولیه برای مطالعه نظریه دامنه، ابتدا توسط دینا اسکات و در اواخر دهه ۶۰ میلادی مطرح شد.

## مفاهیم اولیه

### مجموعه جزئاً مرتب
مجموعه P همراه با یک رابطه دوتایی ≥، یک مجموعه جزئاً مرتب نامیده می‌شود هرگاه سه شرط زیر برای هر x,y،z در P برقرار باشد.
1. x≤x (بازتابی)
2. اگر x≤y و y≤z، آنگاه x≤z (تعدی)
3. اگر x≤y و y≤x، آنگاه x=y (پادتقارنی)

گاهی برای خلاصه‌نویسی، مجموعه جزئاً مرتب را یک مجموعه مرتب می‌نامند.
اگر شرط پادتقارنی را از تعریف فوق برداریم، مجموعه‌ای که به دست می‌آید، یک مجموعه پیش‌مرتب نامیده می‌شود.
گزاره ۱: اگر (≥,P) یک مجموعه مرتب باشد، آنگاه (≤,P) نیز یک مجموعه مرتب است.